# Ademautomaat

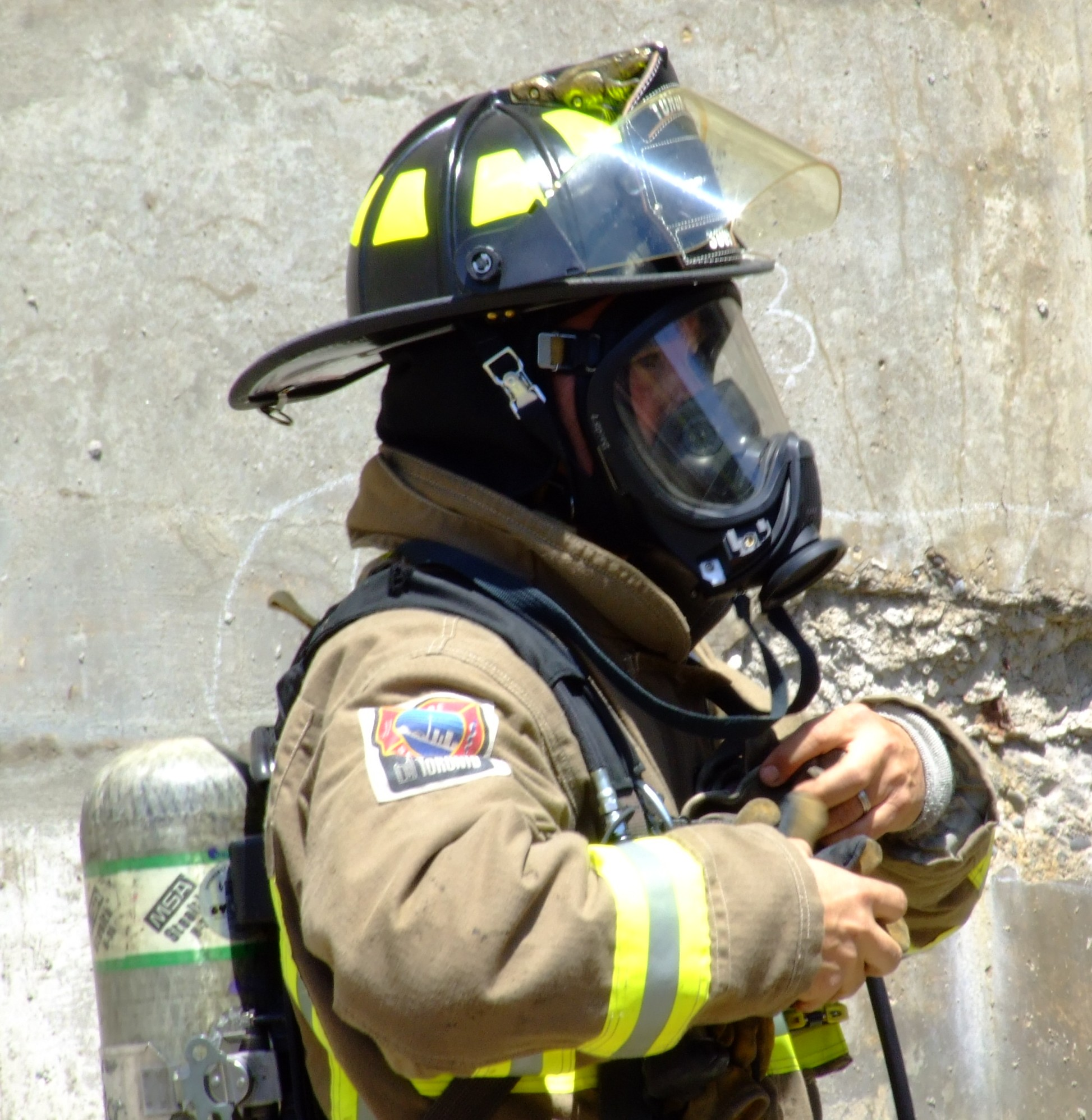
Een brandweerman voorzien van een ademautomaat

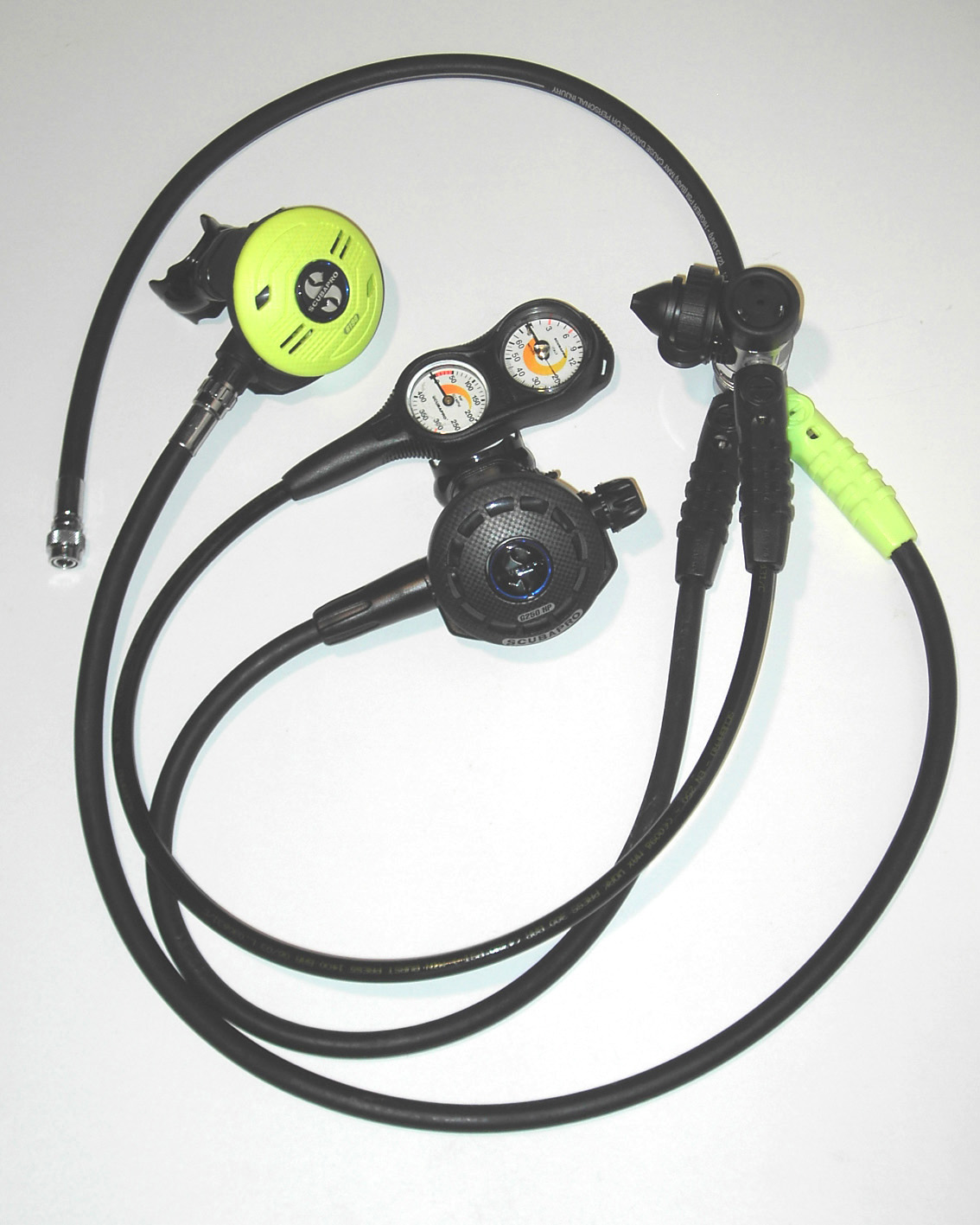
Ademautomaat voor gebruik door duikers

Een ademautomaat, Engels: Self-contained breathing apparatus (SCBA), is een apparaat dat professioneel of recreatief wordt gebruikt om  te kunnen ademen onder bijzondere omstandigheden. Ademauromaten worden gebruikt door de brandweer bij het bestrijden van branden,  beroepsduikers en recreatieve duikers.

## SCUBA
De  SCUBA (self-contained underwater breathing apparatus) is een ademautomaat die wordt gebruikt door duikers. Hij bestaat uit een duikfles (of dubbelset) met samengeperst ademgas (lucht, nitrox of trimix). De ademgas heeft meestal een druk van 200 tot 300 bar. Het ademautomaat brengt die de druk terug naar een adembare druk afhankelijk van de waterdiepte (de hydrostatische druk) door middel van een reduceerventiel. 